# Baccharis juncea
Baccharis juncea là một loài thực vật có hoa trong họ Cúc. Loài này được (Lehm.) Desf. mô tả khoa học đầu tiên năm 1829.